# جويل فيلانويفا
جويل فيلانويفا هو لاعب كرة سلة وسياسي فلبيني، ولد في 2 أغسطس 1975 في Bocaue ‏ في الفلبين. نشط حزبياً في بارتيدو ليبرال. وقد انتخب عضو مجلس النواب في الفلبين ‏ (6 فبراير 2002 – 30 يونيو 2010) وانتخب عضو مجلس الشيوخ الفلبيني ‏ خلال فترته النيابية ‏ (30 يونيو 2016 – ).